# Половой диморфизм
Полово́й диморфи́зм (от др.-греч. δι- — два, μορφή — форма) — анатомические различия между самцами и самками одного и того же биологического вида. Половой диморфизм может проявляться в различных физических признаках.
- Размер. У большинства млекопитающих и куриных птиц самцы более крупные и тяжёлые, чем самки. У многих птиц (особенно хищных), земноводных и членистоногих самки, как правило, крупнее самцов. У черепах и у большинства змей самки крупнее самцов; у ящериц, напротив, как правило, самцы крупнее самок; исключение составляют гекконы, у которых большая величина также свойственна самкам.
  - Величина зубов и волос. Борода у мужчин, грива у львов или бабуинов; бивни у самцов индийского слона, более крупные клыки у самцов моржей и кабанов.

- Окраска. Более яркая у самцов птиц, особенно у утиных, либо просто различная у самца и самки, как у, например, благородного зелёно-красного попугая.

- Кожа. Характерные наросты или дополнительные образования, такие как рога у оленевых, гребешок у петухов.

Некоторые животные, прежде всего рыбы, демонстрируют половой диморфизм только во время спаривания. Согласно одной из теорий, половой диморфизм выражен тем больше, чем различнее являются вклады обоих полов в уход за потомством. Также он является показателем уровня полигамии.

## Описание
Половой диморфизм — явление общебиологическое, широко распространённое среди раздельнополых форм животных и растений. В некоторых случаях половой диморфизм проявляется в развитии таких признаков, которые явно вредны для их обладателей и снижают их жизнеспособность. Таковы, например, украшения и яркая окраска самцов у многих птиц, длинные хвостовые перья самца павлина, райской птицы, птицы-лиры, мешающие полёту. Громкие крики и пение, резкие запахи самцов или самок также могут привлечь внимание хищников и ставят их в опасное положение. Развитие таких признаков казалось необъяснимым с позиций естественного отбора. Для их объяснения в 1871 году Дарвином была предложена теория полового отбора. Она вызывала споры ещё во времена Дарвина. Неоднократно высказывалось мнение, что это самое слабое место дарвиновского учения.

## Половой диморфизм и репродуктивная структура популяции
Половой диморфизм должен быть связан с репродуктивной структурой популяции: у строгих моногамов он минимален, поскольку моногамы используют специализацию полов только на уровне организма, но не популяции, а у панмиктных видов и полигамов, полнее использующих преимущества дифференциации, он возрастает с ростом степени полигамии.

## Реверсия полового диморфизма при полиандрии
Полиандрия, при которой самка спаривается с несколькими самцами, встречается у беспозвоночных, рыб, птиц, млекопитающих и в частности людей. При этом часто наблюдается реверсия полового диморфизма (самки крупнее самцов, ярче окрашены, самцы строят гнездо, насиживают яйца и заботятся о выводке, отсутствует борьба за самку). Такое явление присутствует у эму, трёхпёрсток, цветных бекасов, водных клопов Phoreticovelia disparata.

## Принцип форы
Принцип форы — предложенная эволюционная сила, которая вызывает у некоторых видов развитие признаков, которые, на первый взгляд, приводят к ухудшению приспособленности организма. Например, яркое оперение у самцов птиц делает их более заметными и привлекает хищников, в то время как менее яркие самки хорошо маскируются.
Однако на уровне вида репродуктивный успех организма, то есть количество его потомков, более важен, чем продолжительность его жизни. Это хорошо заметно на примере фазана, самки которого живут вдвое больше самцов. Но способность фазана-самца к воспроизведению зависит не от продолжительности его жизни, а от его привлекательности для самок.
Самец с ярко окрашенным оперением и большим хохолком демонстрирует самке высокую приспособленность, то есть то, что он выжил, несмотря на «фору», которая была у менее заметных самцов, и поэтому самка, которая передаст его гены, особенно дочерям, у которых оперение будет маскировочное, обеспечивает их повышенную приспособленность.
Так же можно предположить иное объяснение наличия «Гандикапа» у некоторых видов. Гандикап можно объяснить как следствие «гонки вооружений»: больший хвост изначально играл роль устрашающего орудия, дававшего одному из соперников больше шансов на победу в поединке за право спариться с самкой, зрительно большой хвост создавал иллюзию преимущества в силе, гены победителя быстрее распространялись в популяции и с каждой новой мутацией на увеличение размеров хвоста шансы его обладателя увеличивались. Со временем поединки между самцами из-за неудобства доставляемого хвостом принимали характер эволюционно стабильной стратегии поведения «Голубя». Для самок размеры хвоста таким образом были знаком не того, что самец успешен, потому что выжил, несмотря на «фору», а как символ более сильного и способного защитить. Несмотря на то, что при настоящем положении вещей размеры хвоста никоим образом не влияют на степень защищённости самки, в данном случае имеют место два фактора: 1 — эффект запаздывания во времени, то есть генетически приобретённая установка при выборе партнёра не успела деэволюционировать; 2 — принятые всеми членами вида такие условия половой игры дают самкам уверенность, что гены самца с лучшим гандикапом обеспечат её потомкам успех у остальных самок.